# اثريسون
اثريسون (بالبرتغالية: Athirson‏) (16 يناير 1977 البرازيل - ) هو لاعب كرة قدم برازيلي.

## روابط خارجية
- اثريسون على موقع الاتحاد الدولي (مؤرشف)  (الإنجليزية)
- اثريسون على موقع قاعدة بيانات كرة القدم.إي يو (الإنجليزية)
- اثريسون على موقع ناشيونال فوتبول تيمز (الإنجليزية)
- اثريسون على موقع Soccerway.com (الإنجليزية)
- اثريسون على موقع عالم كرة القدم.نت (الإنجليزية)
- اثريسون على موقع أوليمبيديا (الإنجليزية)